# Bitva u Mühlberka
Bitva u Mühlberka byla rozhodující bitvou vybojovanou 24. dubna 1547 v rámci šmalkaldské války, kdy byl císařem Karlem V. a jeho spojenci definitivně poražen sbor protestantských kurfiřtů ve šmalkaldském spolku. Tato porážka protestantů měla dopad i v zemích Koruny české, protože umožnila českému králi Ferdinandovi potrestat stavy za neposkytnutí vojenské pomoci.

## Bitva
Protestanti disponovali silou čítající sedm až dvanáct tisíc mužů pod vedením saského kurfiřta Jana Fridricha a tábořili u Mühlberka (Mühlberg), severně od Labe. Jan Fridrich se domníval, že má situaci plně pod kontrolou, podcenil nezbytnost stráží a odebral se se svými důstojníky do polní kaple na bohoslužbu.
Mezitím dorazil Karel V. k druhému břehu Labe, které nechal svou armádou přebrodit a přeplavat. Poté, co začal boj, dal Jan Fridrich velet k ústupu, aby se proti přesile dostal do některého z nedalekých opevněných saských měst jako bylo Torgau či Wittenberg. To se mu nakonec nepovedlo, byl obklíčen, zraněn a jat. Téměř celá jeho armáda padla.

## Následky
Nedlouho po porážce se postupně vzdala všechna odbojná města v Německu císaři a šmalkaldský spolek byl rozpuštěn.

### V Koruně české
V zemích Koruny české se mezitím začali stavové radit na dalším postupu. Na sněmu v Praze hájili stavové zápisu proti výtkám královským, jmenujíce jej "zrcadlem pravým všech těžkostí, které na zem přišly" za vlády Ferdinanda, vložili jej do zemských desk a vyslali nové posly ke králi a k císaři. Český král Ferdinand nechal posly bez odpovědi a táhl do Čech s úmyslem rozpoltit stavovskou opozici, čímž by stavy oslabil. Proto rozeslal zvláštní listy osobám stavu panského a rytířského, aby dostavily se k němu do Litoměřic, odkud 3. června vydal zvláštní mandát, ve kterém sliboval milost těm, kteří by k němu se dostavili a od zápisu upustili. To se mu nakonec povedlo a většině šlechticů odpustil, o to více potom dolehl jeho trest na městský stav.